# 劉彧 (正統進士)
劉彧（1402年—？），字著章，山東青州府益都縣人，軍籍。明朝政治人物。進士出身。

## 生平
山東鄉試第二十六名。正統四年（1439年）己未科會試第三十四名，殿試登進士第二甲第十二名。

## 家族
曾祖父劉彥成。祖父劉遵道。父亲劉公弼。